# 聖救世主教堂 (久姆里)
聖救世主教堂為位於亞美尼亞久姆里的亞美尼亞使徒教會教堂，建於1858年至 1872年間，並於1873年落成。
在1988年的毀滅性地震中，聖救世主教堂遭到嚴重破壞，並自2002年起進行了全面的翻修工程。

## 圖集

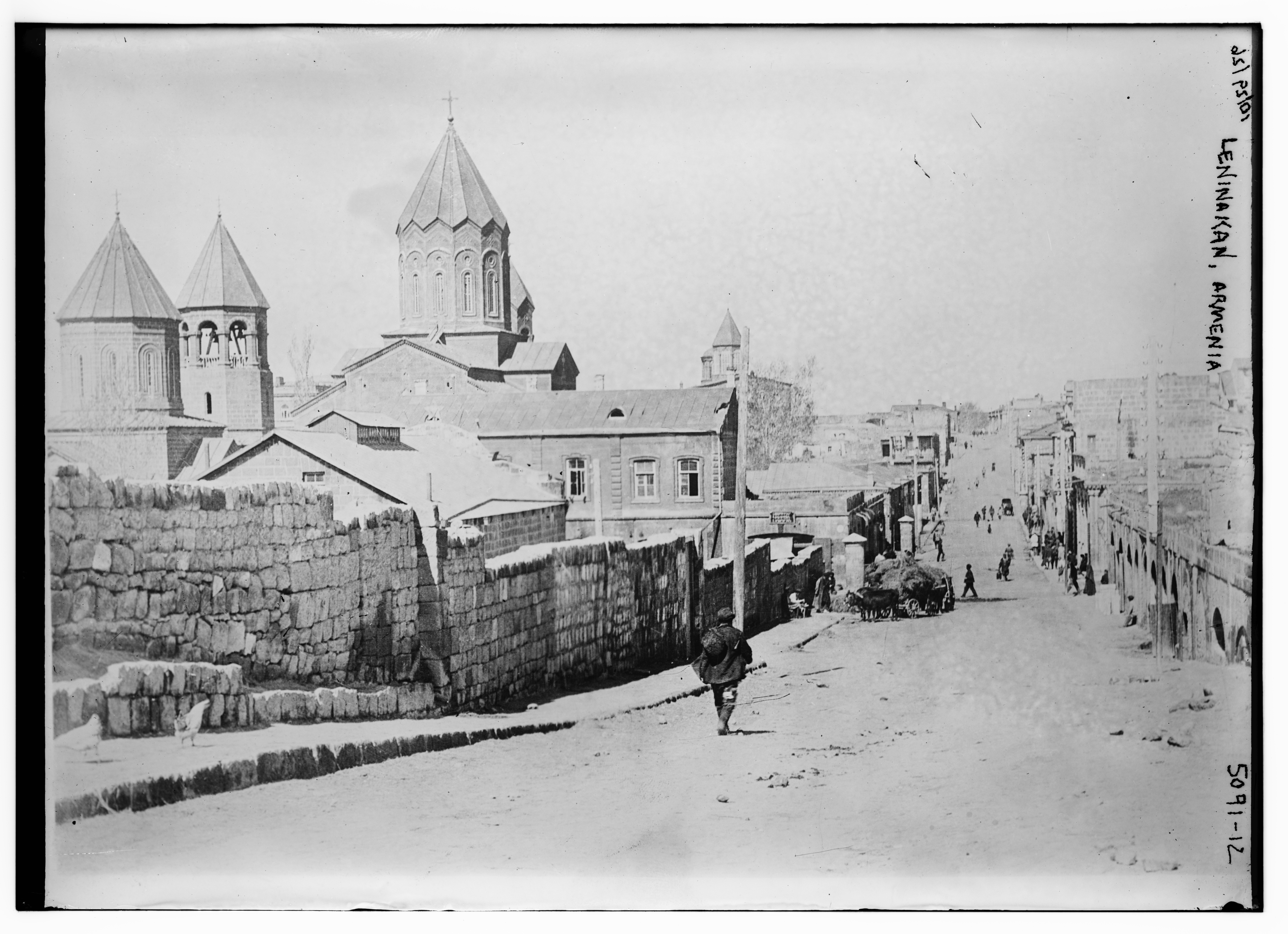
1926年
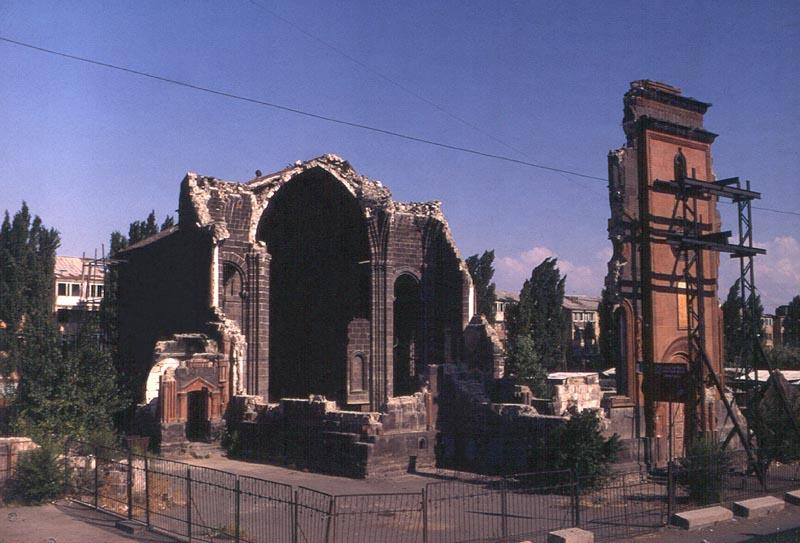
於1988年地震中受損的教堂
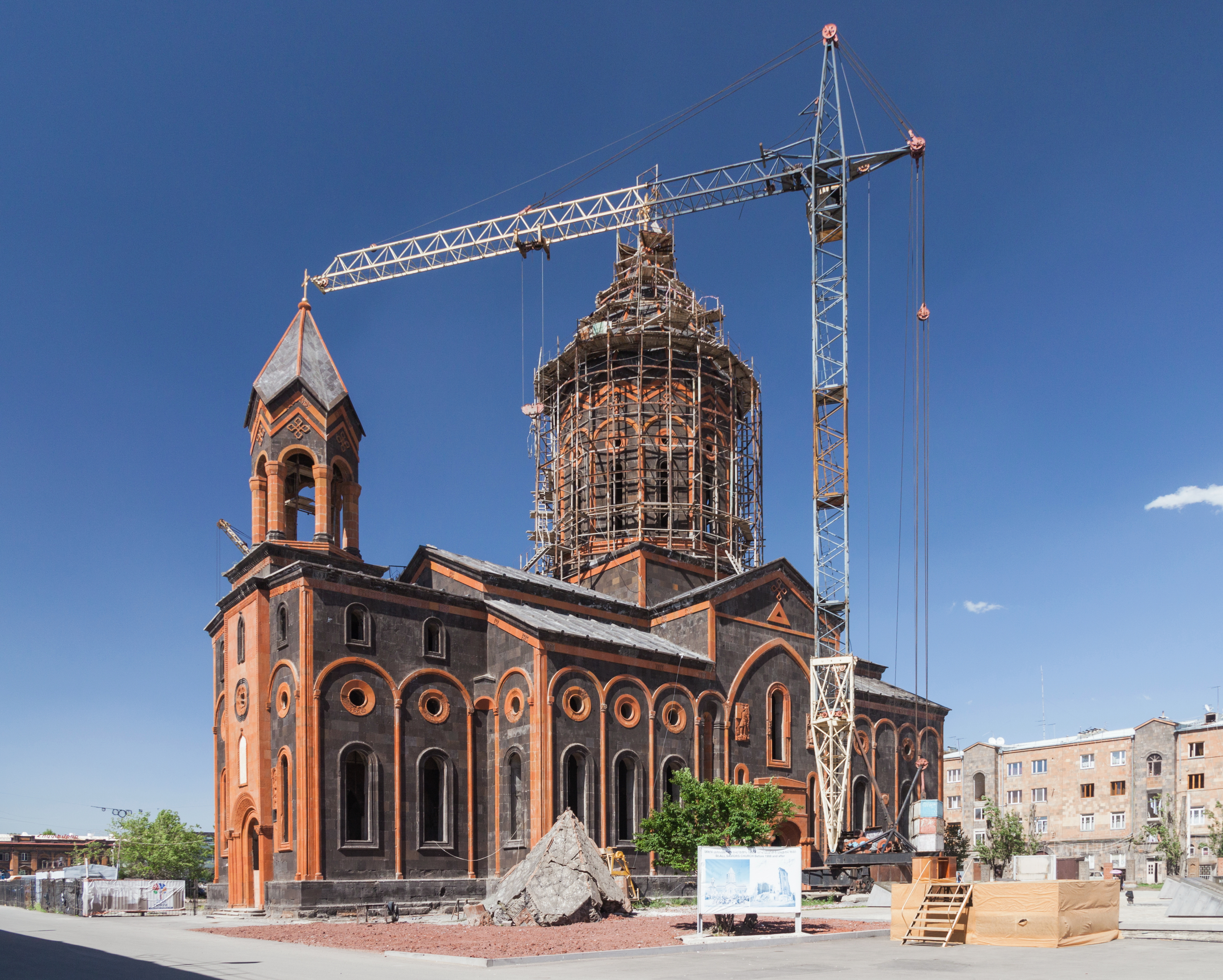
2014年，修復工程進行中